# Ups & Downs
«Ups & Downs» / «Bang Out» (с англ. — «Взлёты и падения / Взрыв!») — четвёртый сингл Snoop Dogg с его седьмого студийного альбома R&G (Rhythm & Gangsta): The Masterpiece. Это первый трек, который не был спродюсирован The Neptunes. «Ups & Downs» и «Bang Out» не должны были быть записаны как один трек в сингле.
Эта песня, которая интерполирует песню The Bee Gees, хита «Love You Inside Out», который вышел в 1979 году. Трек Snoop Dogg имеет очень разное звучание, по сравнению с более медленным треком, в ударах и скоростью в минуту. Поэтому трек был сделан с более характерным звучанием для Snoop Dogg и альбома в целом. Поскольку трек содержит фрагмент из трека, записанный Британской группой, она стала популярной в первую очередь в Европе.
Snoop Dogg выступил на «Live 8 concert, London» 2 июля 2005 года. Его текст песни был вполне уместен для благотворительной акции.
Премьера клипа на сингл состоялась в пятницу, 29 апреля в 7:30 вечера на BET.

## Список композиций
12-дюймовый сингл
- A1 "Ups And Downs"
- A2 "Drop It Like It's Hot (Live In Dublin)"
- B1 "Ups And Downs (Instrumental)"

CD-сингл
- "Ups And Downs (Radio Edit)"
- "Ups And Downs (Explicit Version)"
- "Ups And Downs (Instrumental)"

## Чарты
| Чарты                                  | Позиции |
| -------------------------------------- | ------- |
| US R&B / Hip-Hop                       | # 67    |
| UK Top 75                              | # 36    |
| Australia Top 100                      | # 25    |
| Germany Top 100                        | # 84    |
| Switzerland Top 100                    | # 46    |
| Ireland Top 50                         | # 19    |
| Finland Top 20                         | # 19    |
| USA Top 200 Singles Sales by Soundscan | # 20    |

## Внешние ссылки
- MVDB Архивная копия от 26 августа 2014 на Wayback Machine
- Snoop speaks about the single on MTV Архивная копия от 13 июля 2009 на Wayback Machine
- Snoop Dogg interview pt.1-2 Архивная копия от 25 марта 2013 на Wayback Machine
- Full lyrics of this song на MetroLyrics Архивная копия от 30 июня 2013 на Wayback Machine